# Clasificación de CAF para la Copa Mundial de Fútbol de 2014
Para la Copa Mundial de Fútbol de 2014, la CAF contó con 5 cupos directos. En total 52 países tomaron parte de la clasificación, es decir, todos sus miembros con excepción de Mauritania que optó por no inscribirse y Sudán del Sur, que en el momento de la inscripción no era aún miembro de la CAF.
El proceso consta de 3 fases:
- En la primera fase jugaron los 24 peores clasificados en el ranking de la FIFA del mes de julio de 2011 y los 12 ganadores avanzaron a la segunda ronda.
- Los 12 clasificados se unieron a las restantes 28 selecciones (pre-clasificadas), totalizando 40. Estas formaron 10 grupos de 4 equipos cada uno. Avanzaron a la tercera ronda los ganadores de cada grupo.
- Los 10 clasificados se emparejaron en 5 series a partidos de ida y vuelta. Los ganadores se clasificaron para la Copa Mundial de Fútbol de 2014.[2]

## Primera fase
Las 24 selecciones más débiles según la Clasificación mundial de la FIFA de julio de 2011 se dividieron en 12 series de partidos de ida y vuelta. Los partidos se jugaron entre el 11 y 16 de noviembre de 2011. Los ganadores avanzaron a la Segunda ronda.
| Fecha                   | Lugar           |                       |                                            | Resultado                                                          |                                            |                       |
| ----------------------- | --------------- | --------------------- | ------------------------------------------ | ------------------------------------------------------------------ | ------------------------------------------ | --------------------- |
| 11 de noviembre de 2011 | Roche Caiman    | Seychelles            | Bandera de Seychelles                      | 0:3 (0:1) Archivado el 6 de noviembre de 2011 en Wayback Machine.  | Bandera de Kenia                           | Kenia                 |
| 15 de noviembre de 2011 | Nairobi         | Kenia                 | Bandera de Kenia                           | 4:0 (3:0) Archivado el 12 de noviembre de 2011 en Wayback Machine. | Bandera de Seychelles                      | Seychelles            |
| 11 de noviembre de 2011 | Yibuti          | Yibuti                | Bandera de Yibuti                          | 0:4 (0:1) Archivado el 6 de noviembre de 2011 en Wayback Machine.  | Bandera de Namibia                         | Namibia               |
| 15 de noviembre de 2011 | Windhoek        | Namibia               | Bandera de Namibia                         | 4:0 (2:0) Archivado el 12 de noviembre de 2011 en Wayback Machine. | Bandera de Yibuti                          | Yibuti                |
| 11 de noviembre de 2011 | Mitsamiouli     | Comoras               | Bandera de Comoras                         | 0:1 (0:0) Archivado el 6 de noviembre de 2011 en Wayback Machine.  | Bandera de Mozambique                      | Mozambique            |
| 15 de noviembre de 2011 | Maputo          | Mozambique            | Bandera de Mozambique                      | 4:1 (2:0) Archivado el 12 de noviembre de 2011 en Wayback Machine. | Bandera de Comoras                         | Comoras               |
| 12 de noviembre de 2011 | Yibuti (Yibuti) | Somalia               | Bandera de Somalia                         | 0:0 Archivado el 12 de noviembre de 2011 en Wayback Machine.       | Bandera de Etiopía                         | Etiopía               |
| 16 de noviembre de 2011 | Addis Abeba     | Etiopía               | Bandera de Etiopía                         | 5:0 (1:0) Archivado el 12 de noviembre de 2011 en Wayback Machine. | Bandera de Somalia                         | Somalia               |
| 11 de noviembre de 2011 | Asmara          | Eritrea               | Bandera de Eritrea                         | 1:1 (1:0) Archivado el 6 de noviembre de 2011 en Wayback Machine.  | Bandera de Ruanda                          | Ruanda                |
| 15 de noviembre de 2011 | Kigali          | Ruanda                | Bandera de Ruanda                          | 3:1 (1:0) Archivado el 12 de noviembre de 2011 en Wayback Machine. | Bandera de Eritrea                         | Eritrea               |
| 11 de noviembre de 2011 | Santo Tomé      | Santo Tomé y Príncipe | Bandera de Santo Tomé y Príncipe           | 0:5 (0:3) Archivado el 6 de noviembre de 2011 en Wayback Machine.  | Bandera de República del Congo             | Congo                 |
| 15 de noviembre de 2011 | Pointe Noire    | Congo                 | Bandera de República del Congo             | 1:1 (0:0) Archivado el 12 de noviembre de 2011 en Wayback Machine. | Bandera de Santo Tomé y Príncipe           | Santo Tomé y Príncipe |
| 11 de noviembre de 2011 | Bissau          | Guinea-Bissau         | Bandera de Guinea-Bisáu                    | 1:1 (1:1) Archivado el 6 de noviembre de 2011 en Wayback Machine.  | Bandera de Togo                            | Togo                  |
| 15 de noviembre de 2011 | Lomé            | Togo                  | Bandera de Togo                            | 1:0 (1:0) Archivado el 12 de noviembre de 2011 en Wayback Machine. | Bandera de Guinea-Bisáu                    | Guinea-Bissau         |
| -                       | -               | Mauricio              | Bandera de Mauricio                        | w/o                                                                | Bandera de Liberia                         | Liberia               |
| -                       | -               | Liberia               | Bandera de Liberia                         | w/o                                                                | Bandera de Mauricio                        | Mauricio              |
| 11 de noviembre de 2011 | Malabo          | Guinea Ecuatorial     | Bandera de Guinea Ecuatorial               | 2:0 (1:0) Archivado el 6 de noviembre de 2011 en Wayback Machine.  | Bandera de Madagascar                      | Madagascar            |
| 15 de noviembre de 2011 | Antananarivo    | Madagascar            | Bandera de Madagascar                      | 2:1 (0:1) Archivado el 12 de noviembre de 2011 en Wayback Machine. | Bandera de Guinea Ecuatorial               | Guinea Ecuatorial     |
| 11 de noviembre de 2011 | Maseru          | Lesoto                | Bandera de Lesoto                          | 1:0 (0:0) Archivado el 6 de noviembre de 2011 en Wayback Machine.  | Bandera de Burundi                         | Burundi               |
| 15 de noviembre de 2011 | Buyumbura       | Burundi               | Bandera de Burundi                         | 2:2 (1:2) Archivado el 12 de noviembre de 2011 en Wayback Machine. | Bandera de Lesoto                          | Lesoto                |
| 11 de noviembre de 2011 | Lobamba         | Suazilandia           | Bandera de Suazilandia                     | 1:3 (0:2) Archivado el 6 de noviembre de 2011 en Wayback Machine.  | Bandera de República Democrática del Congo | RD Congo              |
| 15 de noviembre de 2011 | Kinshasa        | RD Congo              | Bandera de República Democrática del Congo | 5:1 (1:0) Archivado el 12 de noviembre de 2011 en Wayback Machine. | Bandera de Suazilandia                     | Suazilandia           |
| 11 de noviembre de 2011 | Yamena          | Chad                  | Bandera de Chad                            | 1:2 (1:1) Archivado el 6 de noviembre de 2011 en Wayback Machine.  | Bandera de Tanzania                        | Tanzania              |
| 15 de noviembre de 2011 | Dar Es Salaam   | Tanzania              | Bandera de Tanzania                        | 0:1 (0:0) Archivado el 12 de noviembre de 2011 en Wayback Machine. | Bandera de Chad                            | Chad                  |

## Segunda fase
Los 12 ganadores de la primera fase se suman a los 28 equipos pre-clasificados para completar 40. Estos se dividen en 10 grupos de 4 equipos cada uno. El primero de cada grupo accede a la tercera y última fase.
| Bombo A                                                                                   | Bombo B                                                                    | Bombo C                                                                                   | Bombo D |
| ----------------------------------------------------------------------------------------- | -------------------------------------------------------------------------- | ----------------------------------------------------------------------------------------- | --- |
| Costa de Marfil Egipto Ghana Burkina Faso Nigeria Senegal Sudáfrica Camerún Argelia Túnez | Gabón Libia Marruecos Guinea Botsuana Malaui Zambia Uganda Malí Cabo Verde | Benín Zimbabue República Centroafricana Sierra Leona Sudán Níger Gambia Angola Kenia Togo | Namibia Liberia Mozambique Guinea Ecuatorial Etiopía Lesoto Ruanda República Democrática del Congo Congo Tanzania |

### Grupo A
| Equipo                   | Pts | PJ | PG | PE | PP | GF | GC | Dif |
| ------------------------ | --- | -- | -- | -- | -- | -- | -- | --- |
| Etiopía                  | 13  | 6  | 4  | 1  | 1  | 8  | 6  | 2   |
| Sudáfrica                | 11  | 6  | 3  | 2  | 1  | 12 | 5  | 7   |
| Botsuana                 | 7   | 6  | 2  | 1  | 3  | 8  | 10 | -2  |
| República Centroafricana | 3   | 6  | 1  | 0  | 5  | 5  | 12 | -7  |

| Fecha                   | Lugar               |                          |                                        | Resultado                                                           |                                        |                          |
| ----------------------- | ------------------- | ------------------------ | -------------------------------------- | ------------------------------------------------------------------- | -------------------------------------- | ------------------------ |
| 1 de junio de 2012      | Bangui              | República Centroafricana | Bandera de la República Centroafricana | 2:0 (1:0) Archivado el 27 de mayo de 2012 en Wayback Machine.       | Bandera de Botsuana                    | Botsuana                 |
| 3 de junio de 2012      | Rustenburg          | Sudáfrica                | Bandera de Sudáfrica                   | 1:1 (0:1) Archivado el 10 de junio de 2012 en Wayback Machine.      | Bandera de Etiopía                     | Etiopía                  |
| 9 de junio de 2012      | Gaborone            | Botsuana                 | Bandera de Botsuana                    | 1:1 (1:1) Archivado el 18 de enero de 2013 en Wayback Machine.      | Bandera de Sudáfrica                   | Sudáfrica                |
| 10 de junio de 2012     | Addis Abeba         | Etiopía                  | Bandera de Etiopía                     | 2:0 (1:0) Archivado el 10 de junio de 2012 en Wayback Machine.      | Bandera de la República Centroafricana | República Centroafricana |
| 23 de marzo de 2013     | Ciudad del Cabo     | Sudáfrica                | Bandera de Sudáfrica                   | 2:0 (1:0) Archivado el 27 de marzo de 2013 en Wayback Machine.      | Bandera de la República Centroafricana | República Centroafricana |
| 24 de marzo de 2013     | Addis Abeba         | Etiopía                  | Bandera de Etiopía                     | 1:0 (0:0) Archivado el 27 de marzo de 2013 en Wayback Machine.      | Bandera de Botsuana                    | Botsuana                 |
| 8 de junio de 2013      | Lobatse             | Botsuana                 | Bandera de Botsuana                    | 3:0 Archivado el 11 de junio de 2013 en Wayback Machine.            | Bandera de Etiopía                     | Etiopía                  |
| 8 de junio de 2013      | Yaundé (Camerún)    | República Centroafricana | Bandera de la República Centroafricana | 0:3 (0:2) Archivado el 11 de junio de 2013 en Wayback Machine.      | Bandera de Sudáfrica                   | Sudáfrica                |
| 15 de junio de 2013     | Lobatse             | Botsuana                 | Bandera de Botsuana                    | 3:2 (1:1) Archivado el 18 de junio de 2013 en Wayback Machine.      | Bandera de la República Centroafricana | República Centroafricana |
| 16 de junio de 2013     | Addis Abeba         | Etiopía                  | Bandera de Etiopía                     | 2:1 (1:1) Archivado el 15 de junio de 2013 en Wayback Machine.      | Bandera de Sudáfrica                   | Sudáfrica                |
| 7 de septiembre de 2013 | Durban              | Sudáfrica                | Bandera de Sudáfrica                   | 4:1 (2:0) Archivado el 10 de septiembre de 2013 en Wayback Machine. | Bandera de Botsuana                    | Botsuana                 |
| 7 de septiembre de 2013 | Brazzaville (Congo) | República Centroafricana | Bandera de la República Centroafricana | 1:2 (1:0) Archivado el 10 de septiembre de 2013 en Wayback Machine. | Bandera de Etiopía                     | Etiopía                  |

### Grupo B
| Equipo            | Pts | PJ | PG | PE | PP | GF | GC | Dif |
| ----------------- | --- | -- | -- | -- | -- | -- | -- | --- |
| Túnez             | 14  | 6  | 4  | 2  | 0  | 13 | 6  | 7   |
| Cabo Verde        | 9   | 6  | 3  | 0  | 3  | 9  | 7  | 2   |
| Sierra Leona      | 8   | 6  | 2  | 2  | 2  | 10 | 10 | 0   |
| Guinea Ecuatorial | 2   | 6  | 0  | 2  | 4  | 6  | 15 | -9  |

| Fecha                   | Lugar    |                   |                              | Resultado |                              |                   |
| ----------------------- | -------- | ----------------- | ---------------------------- | --- | ---------------------------- | ----------------- |
| 1 de junio de 2012      | Freetown | Sierra Leona      | Bandera de Sierra Leona      | 2:1 (2:0) Archivado el 28 de febrero de 2013 en Wayback Machine.                                              | Bandera de Cabo Verde        | Cabo Verde        |
| 2 de junio de 2012      | Monastir | Túnez             | Bandera de Túnez             | 3:1 (0:1) Archivado el 28 de febrero de 2013 en Wayback Machine.                                              | Bandera de Guinea Ecuatorial | Guinea Ecuatorial |
| 9 de junio de 2012      | Malabo   | Guinea Ecuatorial | Bandera de Guinea Ecuatorial | 2:2 (2:2) Archivado el 28 de febrero de 2013 en Wayback Machine.                                              | Bandera de Sierra Leona      | Sierra Leona      |
| 9 de junio de 2012      | Praia    | Cabo Verde        | Bandera de Cabo Verde        | 1:2 (1:1) Archivado el 28 de febrero de 2013 en Wayback Machine.                                              | Bandera de Túnez             | Túnez             |
| 23 de marzo de 2013     | Radès    | Túnez             | Bandera de Túnez             | 2:1 (0:0) Archivado el 27 de marzo de 2013 en Wayback Machine.                                                | Bandera de Sierra Leona      | Sierra Leona      |
| 24 de marzo de 2013     | Malabo   | Guinea Ecuatorial | Bandera de Guinea Ecuatorial | 0:3 Archivado el 27 de marzo de 2013 en Wayback Machine.                                                      | Bandera de Cabo Verde        | Cabo Verde        |
| 8 de junio de 2013      | Freetown | Sierra Leona      | Bandera de Sierra Leona      | 2:2 (1:0) Archivado el 11 de junio de 2013 en Wayback Machine.                                                | Bandera de Túnez             | Túnez             |
| 8 de junio de 2013      | Praia    | Cabo Verde        | Bandera de Cabo Verde        | 3:0 Archivado el 11 de junio de 2013 en Wayback Machine. Archivado el 11 de junio de 2013 en Wayback Machine. | Bandera de Guinea Ecuatorial | Guinea Ecuatorial |
| 15 de junio de 2013     | Praia    | Cabo Verde        | Bandera de Cabo Verde        | 1:0 (1:0) Archivado el 18 de junio de 2013 en Wayback Machine.                                                | Bandera de Sierra Leona      | Sierra Leona      |
| 16 de junio de 2013     | Malabo   | Guinea Ecuatorial | Bandera de Guinea Ecuatorial | 1:1 (1:0) Archivado el 19 de junio de 2013 en Wayback Machine.                                                | Bandera de Túnez             | Túnez             |
| 7 de septiembre de 2013 | Freetown | Sierra Leona      | Bandera de Sierra Leona      | 3:2 (2:0) Archivado el 15 de septiembre de 2013 en Wayback Machine.                                           | Bandera de Guinea Ecuatorial | Guinea Ecuatorial |
| 7 de septiembre de 2013 | Radès    | Túnez             | Bandera de Túnez             | 3:0 Archivado el 15 de septiembre de 2013 en Wayback Machine.                                                 | Bandera de Cabo Verde        | Cabo Verde        |

### Grupo C
| Equipo          | Pts | PJ | PG | PE | PP | GF | GC | Dif |
| --------------- | --- | -- | -- | -- | -- | -- | -- | --- |
| Costa de Marfil | 14  | 6  | 4  | 2  | 0  | 15 | 5  | 10  |
| Marruecos       | 9   | 6  | 2  | 3  | 1  | 9  | 8  | 1   |
| Tanzania        | 6   | 6  | 2  | 0  | 4  | 8  | 12 | -4  |
| Gambia          | 4   | 6  | 1  | 1  | 4  | 4  | 11 | -7  |

| Fecha                   | Lugar         |                 |                            | Resultado                                                           |                            |                 |
| ----------------------- | ------------- | --------------- | -------------------------- | ------------------------------------------------------------------- | -------------------------- | --------------- |
| 2 de junio de 2012      | Bakau         | Gambia          | Bandera de Gambia          | 1:1 (1:0) Archivado el 28 de febrero de 2013 en Wayback Machine.    | Bandera de Marruecos       | Marruecos       |
| 2 de junio de 2012      | Abiyán        | Costa de Marfil | Bandera de Costa de Marfil | 2:0 (1:0) Archivado el 28 de febrero de 2013 en Wayback Machine.    | Bandera de Tanzania        | Tanzania        |
| 9 de junio de 2012      | Marrakech     | Marruecos       | Bandera de Marruecos       | 2:2 (1:1) Archivado el 28 de febrero de 2013 en Wayback Machine.    | Bandera de Costa de Marfil | Costa de Marfil |
| 10 de junio de 2012     | Dar es Salaam | Tanzania        | Bandera de Tanzania        | 2:1 (0:1) Archivado el 28 de febrero de 2013 en Wayback Machine.    | Bandera de Gambia          | Gambia          |
| 23 de marzo de 2013     | Abiyán        | Costa de Marfil | Bandera de Costa de Marfil | 3:0 (0:0) Archivado el 26 de marzo de 2013 en Wayback Machine.      | Bandera de Gambia          | Gambia          |
| 24 de marzo de 2013     | Dar es Salaam | Tanzania        | Bandera de Tanzania        | 3:1 (0:0) Archivado el 27 de marzo de 2013 en Wayback Machine.      | Bandera de Marruecos       | Marruecos       |
| 8 de junio de 2013      | Bakau         | Gambia          | Bandera de Gambia          | 0:3 (0:1) Archivado el 11 de junio de 2013 en Wayback Machine.      | Bandera de Costa de Marfil | Costa de Marfil |
| 8 de junio de 2013      | Marrakech     | Marruecos       | Bandera de Marruecos       | 2:1 (1:0) Archivado el 11 de junio de 2013 en Wayback Machine.      | Bandera de Tanzania        | Tanzania        |
| 15 de junio de 2013     | Marrakech     | Marruecos       | Bandera de Marruecos       | 2:0 (1:0) Archivado el 17 de junio de 2013 en Wayback Machine.      | Bandera de Gambia          | Gambia          |
| 16 de junio de 2013     | Dar es Salaam | Tanzania        | Bandera de Tanzania        | 2:4 (2:3) Archivado el 15 de junio de 2013 en Wayback Machine.      | Bandera de Costa de Marfil | Costa de Marfil |
| 7 de septiembre de 2013 | Bakau         | Gambia          | Bandera de Gambia          | 2:0 (1:0) Archivado el 11 de septiembre de 2013 en Wayback Machine. | Bandera de Tanzania        | Tanzania        |
| 7 de septiembre de 2013 | Abiyán        | Costa de Marfil | Bandera de Costa de Marfil | 1:1 (0:0) Archivado el 10 de septiembre de 2013 en Wayback Machine. | Bandera de Marruecos       | Marruecos       |

### Grupo D
| Equipo | Pts | PJ | PG | PE | PP | GF | GC | Dif |
| ------ | --- | -- | -- | -- | -- | -- | -- | --- |
| Ghana  | 15  | 6  | 5  | 0  | 1  | 18 | 3  | 15  |
| Zambia | 11  | 6  | 3  | 2  | 1  | 11 | 4  | 7   |
| Lesoto | 5   | 6  | 1  | 2  | 3  | 4  | 15 | -11 |
| Sudán  | 2   | 6  | 0  | 2  | 4  | 3  | 14 | -11 |

| Fecha                   | Lugar    |        |                   | Resultado                                                          |                   |        |
| ----------------------- | -------- | ------ | ----------------- | ------------------------------------------------------------------ | ----------------- | ------ |
| 1 de junio de 2012      | Kumasi   | Ghana  | Bandera de Ghana  | 7:0 (3:0) Archivado el 28 de mayo de 2012 en Wayback Machine.      | Bandera de Lesoto | Lesoto |
| 2 de junio de 2012      | Jartum   | Sudán  | Bandera de Sudán  | 0:3 Archivado el 11 de junio de 2012 en Wayback Machine.           | Bandera de Zambia | Zambia |
| 9 de junio de 2012      | Ndola    | Zambia | Bandera de Zambia | 1:0 (1:0) Archivado el 28 de febrero de 2013 en Wayback Machine.   | Bandera de Ghana  | Ghana  |
| 10 de junio de 2012     | Maseru   | Lesoto | Bandera de Lesoto | 0:0 Archivado el 10 de junio de 2012 en Wayback Machine.           | Bandera de Sudán  | Sudán  |
| 24 de marzo de 2013     | Maseru   | Lesoto | Bandera de Lesoto | 1:1 (0:0) Archivado el 28 de marzo de 2013 en Wayback Machine.     | Bandera de Zambia | Zambia |
| 24 de marzo de 2013     | Kumasi   | Ghana  | Bandera de Ghana  | 4:0 (2:0) Archivado el 23 de marzo de 2013 en Wayback Machine.     | Bandera de Sudán  | Sudán  |
| 7 de junio de 2013      | Omdurmán | Sudán  | Bandera de Sudán  | 1:3 (1:1) Archivado el 9 de junio de 2013 en Wayback Machine.      | Bandera de Ghana  | Ghana  |
| 8 de junio de 2013      | Ndola    | Zambia | Bandera de Zambia | 4:0 (1:0) Archivado el 11 de junio de 2013 en Wayback Machine.     | Bandera de Lesoto | Lesoto |
| 15 de junio de 2013     | Ndola    | Zambia | Bandera de Zambia | 1:1 (0:0) Archivado el 17 de junio de 2013 en Wayback Machine.     | Bandera de Sudán  | Sudán  |
| 16 de junio de 2013     | Maseru   | Lesoto | Bandera de Lesoto | 0:2 (0:1) Archivado el 18 de junio de 2013 en Wayback Machine.     | Bandera de Ghana  | Ghana  |
| 6 de septiembre de 2013 | Kumasi   | Ghana  | Bandera de Ghana  | 2:1 (1:0) Archivado el 5 de septiembre de 2013 en Wayback Machine. | Bandera de Zambia | Zambia |
| 8 de septiembre de 2013 | Omdurmán | Sudán  | Bandera de Sudán  | 1:3 (1:1) Archivado el 12 de octubre de 2013 en Wayback Machine.   | Bandera de Lesoto | Lesoto |

### Grupo E
| Equipo       | Pts | PJ | PG | PE | PP | GF | GC | Dif |
| ------------ | --- | -- | -- | -- | -- | -- | -- | --- |
| Burkina Faso | 12  | 6  | 4  | 0  | 2  | 7  | 4  | 3   |
| Congo        | 11  | 6  | 3  | 2  | 1  | 7  | 3  | 4   |
| Gabón        | 7   | 6  | 2  | 1  | 3  | 5  | 6  | -1  |
| Níger        | 4   | 6  | 1  | 1  | 4  | 6  | 12 | -6  |

| Fecha                   | Lugar        |              |                                | Resultado                                                           |                                |              |
| ----------------------- | ------------ | ------------ | ------------------------------ | ------------------------------------------------------------------- | ------------------------------ | ------------ |
| 2 de junio de 2012      | Uagadugú     | Burkina Faso | Bandera de Burkina Faso        | 0:3 Archivado el 10 de octubre de 2012 en Wayback Machine.          | Bandera de República del Congo | Congo        |
| 3 de junio de 2012      | Niamey       | Níger        | Bandera de Niger               | 3:0 Archivado el 6 de junio de 2012 en Wayback Machine.             | Bandera de Gabón               | Gabón        |
| 9 de junio de 2012      | Pointe Noire | Congo        | Bandera de República del Congo | 1:0 (0:0) Archivado el 10 de junio de 2012 en Wayback Machine.      | Bandera de Niger               | Níger        |
| 9 de junio de 2012      | Libreville   | Gabón        | Bandera de Gabón               | 1:0 (0:0) Archivado el 10 de junio de 2012 en Wayback Machine.      | Bandera de Burkina Faso        | Burkina Faso |
| 23 de marzo de 2013     | Pointe Noire | Congo        | Bandera de República del Congo | 1:0 (0:0) Archivado el 25 de marzo de 2013 en Wayback Machine.      | Bandera de Gabón               | Gabón        |
| 23 de marzo de 2013     | Uagadugú     | Burkina Faso | Bandera de Burkina Faso        | 4:0 (2:0) Archivado el 26 de marzo de 2013 en Wayback Machine.      | Bandera de Niger               | Níger        |
| 8 de junio de 2013      | Franceville  | Gabón        | Bandera de Gabón               | 0:0 Archivado el 11 de junio de 2013 en Wayback Machine.            | Bandera de República del Congo | Congo        |
| 9 de junio de 2013      | Niamey       | Níger        | Bandera de Niger               | 0:1 (0:0) Archivado el 12 de junio de 2013 en Wayback Machine.      | Bandera de Burkina Faso        | Burkina Faso |
| 15 de junio de 2013     | Pointe Noire | Congo        | Bandera de República del Congo | 0:1 (0:1) Archivado el 18 de junio de 2013 en Wayback Machine.      | Bandera de Burkina Faso        | Burkina Faso |
| 15 de junio de 2013     | Franceville  | Gabón        | Bandera de Gabón               | 4:1 (1:1) Archivado el 18 de junio de 2013 en Wayback Machine.      | Bandera de Niger               | Níger        |
| 7 de septiembre de 2013 | Uagadugú     | Burkina Faso | Bandera de Burkina Faso        | 1:0 (0:0) Archivado el 14 de septiembre de 2013 en Wayback Machine. | Bandera de Gabón               | Gabón        |
| 7 de septiembre de 2013 | Niamey       | Níger        | Bandera de Niger               | 2:2 (1:0) Archivado el 10 de septiembre de 2013 en Wayback Machine. | Bandera de República del Congo | Congo        |

### Grupo F
| Equipo  | Pts | PJ | PG | PE | PP | GF | GC | Dif |
| ------- | --- | -- | -- | -- | -- | -- | -- | --- |
| Nigeria | 12  | 6  | 3  | 3  | 0  | 7  | 3  | 4   |
| Malaui  | 7   | 6  | 1  | 4  | 1  | 4  | 5  | -1  |
| Kenia   | 6   | 6  | 1  | 3  | 2  | 4  | 5  | -1  |
| Namibia | 5   | 6  | 1  | 2  | 3  | 2  | 4  | -2  |

| Fecha                   | Lugar    |         |                    | Resultado                                                           |                    |         |
| ----------------------- | -------- | ------- | ------------------ | ------------------------------------------------------------------- | ------------------ | ------- |
| 2 de junio de 2012      | Nairobi  | Kenia   | Bandera de Kenia   | 0:0 Archivado el 27 de mayo de 2012 en Wayback Machine.             | Bandera de Malaui  | Malaui  |
| 3 de junio de 2012      | Calabar  | Nigeria | Bandera de Nigeria | 1:0 (0:0) Archivado el 6 de junio de 2012 en Wayback Machine.       | Bandera de Namibia | Namibia |
| 9 de junio de 2012      | Blantyre | Malaui  | Bandera de Malaui  | 1:1 (0:0) Archivado el 10 de junio de 2012 en Wayback Machine.      | Bandera de Nigeria | Nigeria |
| 9 de junio de 2012      | Windhoek | Namibia | Bandera de Namibia | 1:0 (0:0) Archivado el 10 de junio de 2012 en Wayback Machine.      | Bandera de Kenia   | Kenia   |
| 23 de marzo de 2013     | Calabar  | Nigeria | Bandera de Nigeria | 1:1 (0:1) Archivado el 23 de marzo de 2013 en Wayback Machine.      | Bandera de Kenia   | Kenia   |
| 23 de marzo de 2013     | Windhoek | Namibia | Bandera de Namibia | 0:1 (0:0) Archivado el 25 de marzo de 2013 en Wayback Machine.      | Bandera de Malaui  | Malaui  |
| 5 de junio de 2013      | Blantyre | Malaui  | Bandera de Malaui  | 0:0 Archivado el 9 de junio de 2013 en Wayback Machine.             | Bandera de Namibia | Namibia |
| 5 de junio de 2013      | Nairobi  | Kenia   | Bandera de Kenia   | 0:1 (0:0) Archivado el 9 de junio de 2013 en Wayback Machine.       | Bandera de Nigeria | Nigeria |
| 12 de junio de 2013     | Blantyre | Malaui  | Bandera de Malaui  | 2:2 (0:0) Archivado el 15 de junio de 2013 en Wayback Machine.      | Bandera de Kenia   | Kenia   |
| 12 de junio de 2013     | Windhoek | Namibia | Bandera de Namibia | 1:1 (0:0) Archivado el 15 de junio de 2013 en Wayback Machine.      | Bandera de Nigeria | Nigeria |
| 7 de septiembre de 2013 | Calabar  | Nigeria | Bandera de Nigeria | 2:0 (1:0) Archivado el 14 de septiembre de 2013 en Wayback Machine. | Bandera de Malaui  | Malaui  |
| 8 de septiembre de 2013 | Nairobi  | Kenia   | Bandera de Kenia   | 1:0 (1:0) Archivado el 14 de septiembre de 2013 en Wayback Machine. | Bandera de Namibia | Namibia |

### Grupo G
| Equipo     | Pts | PJ | PG | PE | PP | GF | GC | Dif |
| ---------- | --- | -- | -- | -- | -- | -- | -- | --- |
| Egipto     | 18  | 6  | 6  | 0  | 0  | 16 | 7  | 9   |
| Guinea     | 10  | 6  | 3  | 1  | 2  | 12 | 8  | 4   |
| Mozambique | 3   | 6  | 0  | 3  | 3  | 2  | 10 | -8  |
| Zimbabue   | 2   | 6  | 0  | 2  | 4  | 4  | 9  | -5  |

| Fecha                    | Lugar      |            |                       | Resultado                                                        |                       |            |
| ------------------------ | ---------- | ---------- | --------------------- | ---------------------------------------------------------------- | --------------------- | ---------- |
| 1 de junio de 2012       | Alejandría | Egipto     | Bandera de Egipto     | 2:0 (0:0) Archivado el 28 de mayo de 2012 en Wayback Machine.    | Bandera de Mozambique | Mozambique |
| 3 de junio de 2012       | Harare     | Zimbabue   | Bandera de Zimbabue   | 0:1 (0:1) Archivado el 6 de junio de 2012 en Wayback Machine.    | Bandera de Guinea     | Guinea     |
| 10 de junio de 2012      | Maputo     | Mozambique | Bandera de Mozambique | 0:0 Archivado el 10 de junio de 2012 en Wayback Machine.         | Bandera de Zimbabue   | Zimbabue   |
| 10 de junio de 2012      | Conakri    | Guinea     | Bandera de Guinea     | 2:3 (1:0) Archivado el 18 de enero de 2013 en Wayback Machine.   | Bandera de Egipto     | Egipto     |
| 24 de marzo de 2013      | Maputo     | Mozambique | Bandera de Mozambique | 0:0 Archivado el 28 de marzo de 2013 en Wayback Machine.         | Bandera de Guinea     | Guinea     |
| 26 de marzo de 2013      | Alejandría | Egipto     | Bandera de Egipto     | 2:1 (0:0) Archivado el 30 de marzo de 2013 en Wayback Machine.   | Bandera de Zimbabue   | Zimbabue   |
| 9 de junio de 2013       | Harare     | Zimbabue   | Bandera de Zimbabue   | 2:4 (1:2) Archivado el 12 de junio de 2013 en Wayback Machine.   | Bandera de Egipto     | Egipto     |
| 9 de junio de 2013       | Conakri    | Guinea     | Bandera de Guinea     | 6:1 (3:1) Archivado el 12 de junio de 2013 en Wayback Machine.   | Bandera de Mozambique | Mozambique |
| 16 de junio de 2013      | Maputo     | Mozambique | Bandera de Mozambique | 0:1 (0:1) Archivado el 19 de junio de 2013 en Wayback Machine.   | Bandera de Egipto     | Egipto     |
| 16 de junio de 2013      | Conakri    | Guinea     | Bandera de Guinea     | 1:0 (1:0) Archivado el 18 de junio de 2013 en Wayback Machine.   | Bandera de Zimbabue   | Zimbabue   |
| 8 de septiembre de 2013  | Harare     | Zimbabue   | Bandera de Zimbabue   | 1:1 (1:0) Archivado el 12 de octubre de 2013 en Wayback Machine. | Bandera de Mozambique | Mozambique |
| 10 de septiembre de 2013 | El Gouna   | Egipto     | Bandera de Egipto     | 4:2 (1:1) Archivado el 12 de octubre de 2013 en Wayback Machine. | Bandera de Guinea     | Guinea     |

### Grupo H
| Equipo  | Pts | PJ | PG | PE | PP | GF | GC | Dif |
| ------- | --- | -- | -- | -- | -- | -- | -- | --- |
| Argelia | 15  | 6  | 5  | 0  | 1  | 13 | 4  | 9   |
| Malí    | 8   | 6  | 2  | 2  | 2  | 7  | 7  | 0   |
| Benín   | 8   | 6  | 2  | 2  | 2  | 8  | 9  | -1  |
| Ruanda  | 2   | 6  | 0  | 2  | 4  | 3  | 11 | -8  |

| Fecha                    | Lugar                   |         |                    | Resultado                                                           |                    |         |
| ------------------------ | ----------------------- | ------- | ------------------ | ------------------------------------------------------------------- | ------------------ | ------- |
| 2 de junio de 2012       | Blida                   | Argelia | Bandera de Argelia | 4:0 (2:0) Archivado el 29 de mayo de 2012 en Wayback Machine.       | Bandera de Ruanda  | Ruanda  |
| 3 de junio de 2012       | Cotonú                  | Benín   | Bandera de Benín   | 1:0 (1:0) Archivado el 6 de junio de 2012 en Wayback Machine.       | Bandera de Mali    | Malí    |
| 10 de junio de 2012      | Kigali                  | Ruanda  | Bandera de Ruanda  | 1:1 (0:0) Archivado el 10 de junio de 2012 en Wayback Machine.      | Bandera de Benín   | Benín   |
| 10 de junio de 2012      | Uagadugú (Burkina Faso) | Malí    | Bandera de Mali    | 2:1 (1:1) Archivado el 10 de junio de 2012 en Wayback Machine.      | Bandera de Argelia | Argelia |
| 24 de marzo de 2013      | Kigali                  | Ruanda  | Bandera de Ruanda  | 1:2 (1:0) Archivado el 28 de marzo de 2013 en Wayback Machine.      | Bandera de Mali    | Malí    |
| 26 de marzo de 2013      | Blida                   | Argelia | Bandera de Argelia | 3:1 (1:1) Archivado el 1 de febrero de 2014 en Wayback Machine.     | Bandera de Benín   | Benín   |
| 9 de junio de 2013       | Porto Novo              | Benín   | Bandera de Benín   | 1:3 (1:2) Archivado el 11 de junio de 2013 en Wayback Machine.      | Bandera de Argelia | Argelia |
| 9 de junio de 2013       | Bamako                  | Malí    | Bandera de Mali    | 1:1 (0:1) Archivado el 12 de junio de 2013 en Wayback Machine.      | Bandera de Ruanda  | Ruanda  |
| 16 de junio de 2013      | Kigali                  | Ruanda  | Bandera de Ruanda  | 0:1 (0:0) Archivado el 21 de junio de 2013 en Wayback Machine.      | Bandera de Argelia | Argelia |
| 16 de junio de 2013      | Bamako                  | Malí    | Bandera de Mali    | 2:2 (1:2) Archivado el 18 de junio de 2013 en Wayback Machine.      | Bandera de Benín   | Benín   |
| 8 de septiembre de 2013  | Porto Novo              | Benín   | Bandera de Benín   | 2:0 (1:0) Archivado el 12 de octubre de 2013 en Wayback Machine.    | Bandera de Ruanda  | Ruanda  |
| 10 de septiembre de 2013 | Blida                   | Argelia | Bandera de Argelia | 1:0 (0:0) Archivado el 14 de septiembre de 2013 en Wayback Machine. | Bandera de Mali    | Malí    |

### Grupo I
| Equipo            | Pts | PJ | PG | PE | PP | GF | GC | Dif |
| ----------------- | --- | -- | -- | -- | -- | -- | -- | --- |
| Camerún           | 13  | 6  | 4  | 1  | 1  | 8  | 3  | 5   |
| Libia             | 9   | 6  | 2  | 3  | 1  | 5  | 3  | 2   |
| Rep. D. del Congo | 6   | 6  | 1  | 3  | 2  | 3  | 3  | 0   |
| Togo              | 4   | 6  | 1  | 1  | 4  | 4  | 11 | -7  |

| Fecha                   | Lugar        |          |                                            | Resultado                                                           |                                            |          |
| ----------------------- | ------------ | -------- | ------------------------------------------ | ------------------------------------------------------------------- | ------------------------------------------ | -------- |
| 2 de junio de 2012      | Yaundé       | Camerún  | Bandera de Camerún                         | 1:0 (0:0) Archivado el 10 de junio de 2013 en Wayback Machine.      | Bandera de República Democrática del Congo | RD Congo |
| 3 de junio de 2012      | Lomé         | Togo     | Bandera de Togo                            | 1:1 (1:1) Archivado el 6 de junio de 2012 en Wayback Machine.       | Bandera de Libia                           | Libia    |
| 10 de junio de 2012     | Kinshasa     | RD Congo | Bandera de República Democrática del Congo | 2:0 (1:0) Archivado el 28 de febrero de 2013 en Wayback Machine.    | Bandera de Togo                            | Togo     |
| 10 de junio de 2012     | Sfax (Túnez) | Libia    | Bandera de Libia                           | 2:1 (1:1) Archivado el 7 de diciembre de 2012 en Wayback Machine.   | Bandera de Camerún                         | Camerún  |
| 23 de marzo de 2013     | Yaundé       | Camerún  | Bandera de Camerún                         | 2:1 (1:1) Archivado el 25 de marzo de 2013 en Wayback Machine.      | Bandera de Togo                            | Togo     |
| 24 de marzo de 2013     | Kinshasa     | RD Congo | Bandera de República Democrática del Congo | 0:0 Archivado el 28 de marzo de 2013 en Wayback Machine.            | Bandera de Libia                           | Libia    |
| 7 de junio de 2013      | Trípoli      | Libia    | Bandera de Libia                           | 0:0 Archivado el 9 de junio de 2013 en Wayback Machine.             | Bandera de República Democrática del Congo | RD Congo |
| 9 de junio de 2013      | Lomé         | Togo     | Bandera de Togo                            | 0:3 Archivado el 11 de junio de 2013 en Wayback Machine.            | Bandera de Camerún                         | Camerún  |
| 14 de junio de 2013     | Trípoli      | Libia    | Bandera de Libia                           | 2:0 (2:0) Archivado el 18 de junio de 2013 en Wayback Machine.      | Bandera de Togo                            | Togo     |
| 16 de junio de 2013     | Kinshasa     | RD Congo | Bandera de República Democrática del Congo | 0:0 Archivado el 15 de junio de 2013 en Wayback Machine.            | Bandera de Camerún                         | Camerún  |
| 8 de septiembre de 2013 | Yaundé       | Camerún  | Bandera de Camerún                         | 1:0 (1:0) Archivado el 23 de septiembre de 2013 en Wayback Machine. | Bandera de Libia                           | Libia    |
| 8 de septiembre de 2013 | Lomé         | Togo     | Bandera de Togo                            | 2:1 (1:0) Archivado el 12 de octubre de 2013 en Wayback Machine.    | Bandera de República Democrática del Congo | RD Congo |

### Grupo J
| Equipo  | Pts | PJ | PG | PE | PP | GF | GC | Dif |
| ------- | --- | -- | -- | -- | -- | -- | -- | --- |
| Senegal | 12  | 6  | 3  | 3  | 0  | 9  | 4  | 5   |
| Uganda  | 8   | 6  | 2  | 2  | 2  | 5  | 6  | -1  |
| Angola  | 7   | 6  | 1  | 4  | 1  | 7  | 5  | 2   |
| Liberia | 4   | 6  | 1  | 1  | 4  | 3  | 9  | -6  |

| Fecha                   | Lugar                 |         |                    | Resultado                                                           |                    |         |
| ----------------------- | --------------------- | ------- | ------------------ | ------------------------------------------------------------------- | ------------------ | ------- |
| 2 de junio de 2012      | Dakar                 | Senegal | Bandera de Senegal | 3:1 (1:1) Archivado el 19 de septiembre de 2012 en Wayback Machine. | Bandera de Liberia | Liberia |
| 3 de junio de 2012      | Luanda                | Angola  | Bandera de Angola  | 1:1 (1:0) Archivado el 11 de junio de 2012 en Wayback Machine.      | Bandera de Uganda  | Uganda  |
| 9 de junio de 2012      | Kampala               | Uganda  | Bandera de Uganda  | 1:1 (0:1) Archivado el 10 de junio de 2012 en Wayback Machine.      | Bandera de Senegal | Senegal |
| 10 de junio de 2012     | Monrovia              | Liberia | Bandera de Liberia | 0:0 Archivado el 10 de junio de 2012 en Wayback Machine.            | Bandera de Angola  | Angola  |
| 23 de marzo de 2013     | Conakri (Guinea)      | Senegal | Bandera de Senegal | 1:1 (1:0) Archivado el 27 de marzo de 2013 en Wayback Machine.      | Bandera de Angola  | Angola  |
| 24 de marzo de 2013     | Paynesville           | Liberia | Bandera de Liberia | 2:0 (1:0) Archivado el 27 de marzo de 2013 en Wayback Machine.      | Bandera de Uganda  | Uganda  |
| 8 de junio de 2013      | Kampala               | Uganda  | Bandera de Uganda  | 1:0 (1:0) Archivado el 28 de junio de 2013 en Wayback Machine.      | Bandera de Liberia | Liberia |
| 8 de junio de 2013      | Luanda                | Angola  | Bandera de Angola  | 1:1 (0:1) Archivado el 9 de junio de 2013 en Wayback Machine.       | Bandera de Senegal | Senegal |
| 15 de junio de 2013     | Kampala               | Uganda  | Bandera de Uganda  | 2:1 (0:0) Archivado el 14 de junio de 2013 en Wayback Machine.      | Bandera de Angola  | Angola  |
| 16 de junio de 2013     | Monrovia              | Liberia | Bandera de Liberia | 0:2 (0:1) Archivado el 15 de junio de 2013 en Wayback Machine.      | Bandera de Senegal | Senegal |
| 7 de septiembre de 2013 | Lubango               | Angola  | Bandera de Angola  | 3:0 Archivado el 23 de septiembre de 2013 en Wayback Machine.       | Bandera de Liberia | Liberia |
| 7 de septiembre de 2013 | Marrakech (Marruecos) | Senegal | Bandera de Senegal | 1:0 (0:0)                                                           | Bandera de Uganda  | Uganda  |

## Tercera fase
Los 10 clasificados (es decir, los primeros de grupo de la segunda fase) se emparejaron en 5 eliminatorias a partidos de ida y vuelta. Los ganadores obtuvieron la clasificación a la Copa Mundial de Fútbol de 2014. Los partidos están programados para disputarse del 12 al 15 de octubre los encuentros de ida y del 16 al 19 de noviembre de 2013 los de vuelta. El sorteo se realizó el 16 de septiembre en El Cairo. Un equipo de la FIFA que incluye al director de competiciones de la FIFA Mustapha Fahmy estuvo en Egipto para el sorteo, que utilizó el ranking de la FIFA al 12 de septiembre de 2013 para determinar la siembra, con los cinco equipos mejor clasificados en un bombo y los otros cinco equipos en otro bombo.

### Partidos
| 13 de octubre de 2013, 16:00 | Etiopía    | 1:2 (0:0) | Nigeria                | Estadio de Adís Abeba, Addis Abeba                       |                                                          |
|                              | Assefa 57' | Reporte   | Emenike 67' 90' (pen.) | Asistencia: 22.000 espectadores Árbitro(s): Néant Alioum | Asistencia: 22.000 espectadores Árbitro(s): Néant Alioum |

| 16 de noviembre de 2013, 16:00 | Nigeria                       | 2:0 (1:0) | Etiopía | Estadio U. J. Esuene, Calabar                             |                                                           |
|                                | Moses 20' (pen.) · Obinna 82' | Reporte   |         | Asistencia: 8.000 espectadores Árbitro(s): Bakary Gassama | Asistencia: 8.000 espectadores Árbitro(s): Bakary Gassama |

| 12 de octubre de 2013, 17:00 | Costa de Marfil                                   | 3:1 (2:0) | Senegal        | Estadio Houphouët-Boigny, Abiyán                                    |                                                                     |
|                              | Drogba 3' (pen.) · L. Sané 14' (a.g.) · Kalou 49' | Reporte   | P. Cissé 90+4' | Asistencia: 30.000 espectadores Árbitro(s): Rajindraparsad Seechurn | Asistencia: 30.000 espectadores Árbitro(s): Rajindraparsad Seechurn |

| 16 de noviembre de 2013, 19:00 | Senegal        | 1:1 (0:0) | Costa de Marfil | Stade Mohammed V, Casablanca (Marruecos)                    |                                                             |
|                                | Sow 76' (pen.) | Reporte   | Kalou 90+3'     | Asistencia: 15.000 espectadores Árbitro(s): Djamel Haimoudi | Asistencia: 15.000 espectadores Árbitro(s): Djamel Haimoudi |

| 13 de octubre de 2013, 18:00 | Túnez | 0:0     | Camerún | Estadio Olímpico de Radès, Radès                            |                                                             |
|                              |       | Reporte |         | Asistencia: 30.900 espectadores Árbitro(s): Koman Coulibaly | Asistencia: 30.900 espectadores Árbitro(s): Koman Coulibaly |

| 17 de noviembre de 2013, 15:00 | Camerún                                  | 4:1 (2:0) | Túnez       | Estadio Ahmadou Ahidjo, Yaundé                                      |                                                                     |
|                                | Webo 3' · Moukandjo 29' · Makoun 65' 85' | Reporte   | Akaïchi 50' | Asistencia: 35.570 espectadores Árbitro(s): Rajindraparsad Seechurn | Asistencia: 35.570 espectadores Árbitro(s): Rajindraparsad Seechurn |

| 15 de octubre de 2013, 16:00 | Ghana                                                                      | 6:1 (3:1) | Egipto               | Estadio Baba Yara, Kumasi                                      |                                                                |
|                              | Gyan 4' 53' · Gomaa 23' (a.g.) · Waris 44' · Muntari 72' (pen.) · Atsu 88' | Reporte   | Aboutrika 41' (pen.) | Asistencia: 38.000 espectadores Árbitro(s): Bouchaïb El Ahrach | Asistencia: 38.000 espectadores Árbitro(s): Bouchaïb El Ahrach |

| 19 de noviembre de 2013, 18:00 | Egipto              | 2:1 (1:0) | Ghana       | 30 June Stadium, El Cairo                                   |                                                             |
|                                | Zaki 25' · Gedo 83' | Reporte   | Boateng 88' | Asistencia: 25.000 espectadores Árbitro(s): Noumandiez Doue | Asistencia: 25.000 espectadores Árbitro(s): Noumandiez Doue |

| 12 de octubre de 2013, 16:00 | Burkina Faso                                    | 3:2 (1:0) | Argelia                    | Stade du 4-Août, Uagadugú                                 |                                                           |
|                              | Pitroipa 45+2' · D. Koné 65' · Bancé 86' (pen.) | Reporte   | Feghouli 50' · Medjani 68' | Asistencia: 31.000 espectadores Árbitro(s): Janny Sikazwe | Asistencia: 31.000 espectadores Árbitro(s): Janny Sikazwe |

| 19 de noviembre de 2013, 19:15                                  | Argelia       | 1:0 (0:0) | Burkina Faso | Stade Mustapha Tchaker, Blida                             |                                                           |
|                                                                 | Bougherra 49' | Reporte   |              | Asistencia: 35.000 espectadores Árbitro(s): Badara Diatta | Asistencia: 35.000 espectadores Árbitro(s): Badara Diatta |
| Argelia pasa a la fase final por la regla del gol de visitante. |               |           |              |                                                           |                                                           |

## Clasificados
| Bandera de Argelia | Bandera de Camerún | Bandera de Costa de Marfil | Bandera de Ghana | Bandera de Nigeria |
| Argelia            | Camerún            | Costa de Marfil            | Ghana            | Nigeria            |

## Goleadores
- Actualizado el 16 de octubre de 2013

| Jugador           | Selección         | Goles | PJ | Minutos |
| ----------------- | ----------------- | ----- | -- | ------- |
| Asamoah Gyan      | Ghana             | 6     | 4  | 312'    |
| Mohamed Aboutrika | Egipto            | 6     | 7  | 624'    |
| Mohamed Salah     | Egipto            | 6     | 7  | 630'    |
| Bernard Parker    | Sudáfrica         | 5     | 4  | 333'    |
| Islam Slimani     | Argelia           | 5     | 6  | 382'    |
| Papiss Cissé      | Senegal           | 5     | 6  | 444'    |
| Juvenal Edjogo    | Guinea Ecuatorial | 5     | 6  | 492'    |
| Getaneh Kebede    | Etiopía           | 4     | 5  | 317'    |
| Yaya Touré        | Costa de Marfil   | 4     | 5  | 450'    |
| Salomon Kalou     | Costa de Marfil   | 4     | 6  | 460'    |
| Trésor Mputu Mabi | Rep. D. del Congo | 4     | 7  | 612'    |
| Saladin Said      | Etiopía           | 4     | 7  | 630'    |